# كريس وايتنغ
كريس وايتنغ هو سياسي أسترالي، ولد في 13 يوليو 1966 في ماكاي في أستراليا. نشط حزبياً في حزب العمال الأسترالي. وقد انتخب عضو المجلس التشريعي لولاية كوينزلاند ‏ عن دائرة Electoral district of Bancroft ‏ (25 نوفمبر 2017 – ) وانتخب عضو المجلس التشريعي لولاية كوينزلاند ‏ عن دائرة Electoral district of Murrumba ‏ (31 يناير 2015 – 25 نوفمبر 2017).